# Údolí Chrudimky
Údolí Chrudimky este o arie protejată (arie specială de conservare — SAC, sit de importanță comunitară — SCI) din Republica Cehă întinsă pe o suprafață de 6,38 ha, integral pe uscat.

## Localizare
Centrul sitului Údolí Chrudimky este situat la coordonatele 49°44′39″N 15°58′58″E / 49.744167°N 15.982778°E.

## Înființare
Situl Údolí Chrudimky a fost declarat sit de importanță comunitară în aprilie 2005 pentru a proteja 1 specie de animale. Situl a fost protejat și ca arie specială de conservare în iulie 2012.

## Biodiversitate
Situată în ecoregiunea continentală, aria protejată nu include niciun habitat protejat.
La baza desemnării sitului se află o specie protejată de  pești: cicar (Lampetra planeri).